# Blauw en uniformen
Blauw en uniformen is het 10de album uit de stripreeks De Blauwbloezen. Het werd getekend door Louis Salverius en het scenario werd geschreven door Raoul Cauvin. Het album werd uitgegeven in 1977.
Het album is een extra uitgave ter ere van de toen pas overleden Louis Salverius en bestaat uit vijf korte verhalen. Sommige verhalen werden al eind jaren zestig gepubliceerd in het blad Pilote.

## Verhaal
- Blauw en uniformen
Sergeant Chesterfield wordt met Tripps, Bryan en Blutch naar het Drakengebergte gestuurd om een konvooi verse rekruten op te pikken. Door een grap van Chesterfield komen de blauwbloezen in moeilijkheden met de Comanches.
- Overweldigend succes
Sergeant Chesterfield wordt met zijn vaste groep (Blutch, Tripps en Bryan) op patrouille gestuurd, ze komen in aanraking met een opstandige Indiaan, die later zijn hele stam meeneemt naar Fort Bow.
- Blauwbloezen in 't groen
Het is net voor kerst en de Blauwbloezen uit Fort Bow zijn op zoek naar een kerstboom, ze krijgen dan te maken met wat indianen die ze weg weten te jagen, maar krijgen dan te maken met wat wolven.
- Blauwbloezen met verlof
Blutch en Chesterfield krijgen verlof en bezoeken een bar. Dit loopt al gauw uit de hand.
- Lente in de prairie
Blutch en Chesterfield zijn op Bizonjacht. Als alles uit de hand blijkt te lopen krijgen ze een hele bende bizons achter zich aan die uiteindelijk Fort Bow in de as legt.

## Personages in het album
- Blutch
- Cornelius Chesterfield
- Tripps
- Bryan
- Zilverveer
- Kolonel Appeltown
- Comanches